# 王志刚 (1957年)
王志刚（1957年10月10日—），男，安徽怀远人，中华人民共和国政治人物。十六届、十七届中共中央纪委委员，十八届、十九届中共中央委员，曾任中国科学技术部部长、中国电子科技集团公司总经理等职务。

## 生平
1978年10月至1982年7月，在西北电讯工程学院一系信息论专业学习。
1996年10月至1999年2月，担任中国计算机软件与技术服务总公司总经理。1999年2月至2002年2月，任信息产业部电子科学研究院副院长。2002年3月，任中国电子科技集团公司副总经理。2008年10月至2011年4月，任中国电子科技集团公司总经理。2011年4月，任科学技术部党组副书记、副部长。2012年7月，任科学技术部党组书记、副部长。2018年3月，任科学技术部部长。
2023年1月17日，王志刚当选为第十四届全国政协委员。
2023年3月，连任科学技术部部长。
2023年10月，因年龄到限，王志刚卸任科学技术部党组书记、部长等职务。